# Nesrine Slaoui
Pour les articles homonymes, voir Slaoui.
 (mars 2024).
Nesrine Slaoui, de son vrai nom Nissrine Essalouai est une éditorialiste et créatrice de contenu franco-marocaine, née le 3 mai 1994 à Fès. Elle est également écrivaine et réalisatrice de documentaires.

## Biographie

### Enfance et formation
Fille unique, Nesrine Slaoui, de son vrai nom Nissrine Essalouai, nait à Fès au Maroc et arrive en France à l'âge de trois ans. Elle grandit dans un quartier populaire d’Apt dans le Vaucluse. Sa mère travaille comme femme de ménage, son père comme maçon. Sa mère veut « offrir les meilleures chances » à sa fille, qui sait dès la première année de collège, au moment de la mort de deux adolescents électrocutés après une course-poursuite avec la police à Clichy-sous-Bois, qu'elle veut devenir journaliste sur une chaîne de télévision. Elle est la première de la famille à obtenir son baccalauréat (ES) en 2012. Elle intègre une classe préparatoire en sciences politiques au lycée Frédéric Mistral d'Avignon. Elle suit la même année les modules de préparation aux concours des IEP du lycée privé Saint Joseph d'Avignon. Elle est reçue en licence à l'Institut d'études politiques de Grenoble et enfin en master à celui de Paris. Elle est diplômée en journalisme de Sciences Po en 2018.

### Parcours professionnel
En commençant sa carrière en alternance au service politique de Itélé et LCI, elle a ensuite publié et travaillé pour le Bondy Blog, RMC,, France Télévisions, Loopsider. Depuis septembre 2023, elle est éditorialiste pour l'émission 28 minutes sur Arte et pour le magazine indépendant Politis.
En mai 2019, après avoir communiqué sur RMC au sujet de la place des femmes dans le sport, elle est la victime d'un cyberharcèlement,.
En 2021, elle publie un livre intitulé Illégitimes. Elle y raconte son parcours[C'est-à-dire ?] et partage sa réflexion sur les classes sociales et le fait d'être enfant d'immigrés,,,,.
Le 21 avril 2022, avec Kerch Kotan (fondateur du média Rapelite), elle interviewe le président sortant Emmanuel Macron autour des thématiques de l'islamophobie, des violences policières, des violences sexistes et de l'appauvrissement de la jeunesse. L'entretien est publié le lendemain (soit l'avant-veille du second tour de l'élection présidentielle) sur la chaîne YouTube de Booska-P,.
En janvier 2023, Nesrine Slaoui publie Seule, un roman croisant les deux histoires d'une adolescente cyberharcelée et d'une jeune femme engluée dans une relation de couple toxique. Elle y aborde les violences racistes et sexistes vécues par les femmes perçues comme maghrébines,,,,.
Elle apparaît dans le film Anatomie d'une chute de Justine Triet en tant que « journaliste de BFM TV ».

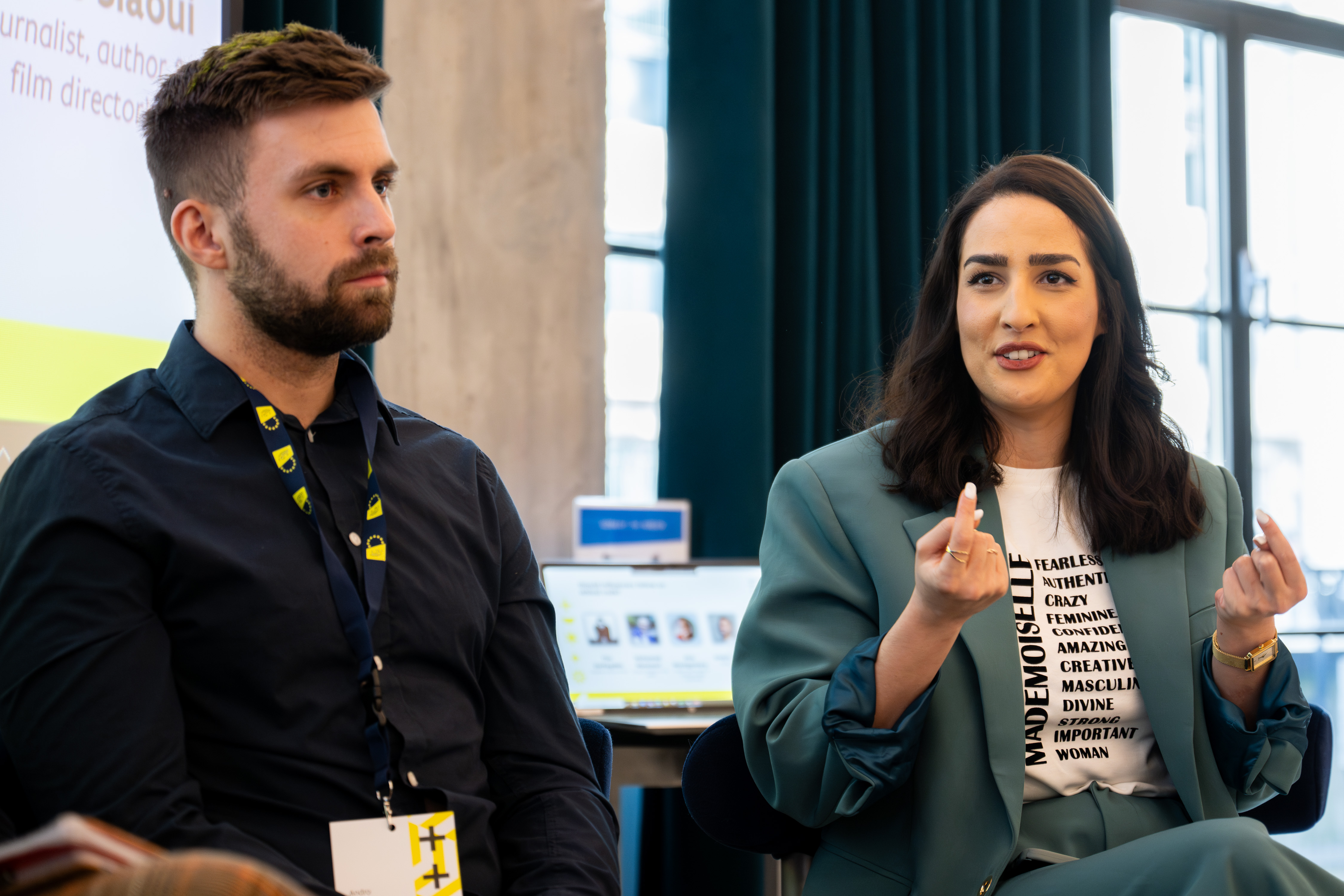
Nesrine Slaoui à une table ronde sur le soutien aux influenceurs et aux créateurs de contenu en ligne, organisé par le Conseil de l'Union européenne, en février 2024.

En janvier 2024, son premier film documentaire en tant qu'autrice et réalisatrice, qu'elle signe avec Guillaume Erner, est diffusé sur Arte. Il analyse l'impact de Kim Kardashian sur l'évolution des réseaux sociaux, des standards de beauté, des représentations ethniques et aborde les enjeux féministes,,.
En 2024, elle participe au jeu télévisé Loups-garous, imaginé par Panayotis Pascot et Fary, diffusé sur Canal+ et inspiré du jeu de société Les Loups-garous de Thiercelieux. La même année, elle apparaît dans les deux derniers épisodes de la saison 2 de la série En place.

## Prises de position
Nesrine Slaoui est une militante sociale[Quoi ?] française, rattachée au féminisme intersectionnel. Ayant été elle-même en butte à des attaques racistes et sexistes visant à délégitimer son parcours scolaire et remettant en cause ses certitudes sur l'égalité des chances, elle est connue pour son engagement contre ces biais envers les femmes maghrébines et son implication dans la dénonciation des inégalités scolaires en France[source insuffisante]. Elle est créatrice du podcast « Légitimes » abordant divers sujets sociétaux et mettant en avant des réussites et parcours similaires au sien.
Elle considère que l'interdiction de l'abaya dans les établissements scolaires est « une  [...]  décision islamophobe du gouvernement » et se dit proche de Lallab. En réaction à la dissolution administrative du CCIF qui suit l'assassinat de Samuel Paty, elle signe un appel s'opposant à cette décision,. Nesrine Slaoui soutient le collectif des Hidjabeuses.
En août 2025, elle publie une vidéo promotionnelle sur Instagram dans laquelle elle met en avant l'action de l'Union européenne en Palestine. Cela lui vaut de très nombreux messages publics dénonçant cette pratique, dont un de l'eurodéputée Rima Hassan. Devant le tollé, Nesrine Slaoui supprime la vidéo de son compte Instagram.

## Publications
- Illégitimes, Paris, Fayard, 6 janvier 2021, 195 p. (ISBN 978-2-213-71779-1, OCLC 1237099241)
- Seule, Paris, Fayard, 4 janvier 2023, 144 p. (ISBN 978-2-213-72149-1, OCLC 1370549972)
- Notre dignité : Un féminisme pour les Maghrébines en milieux hostiles, Stock, 16 octobre 2024, 200 p. (ISBN 9782234095670)

## Documentaire
- Kim Kardashian Theory, avec Guillaume Erner, 10 janvier 2024, Arte